# Nezih Ali Boloğlu
Nezih Ali Boloğlu (* 4. August 1964 in Istanbul) ist ein türkischer Fußballtorwart und heutiger -trainer.

## Karriere

### Sportliche Karriere
Boloğlu spielte in seiner Jugend für Yeniköyspor und wurde 1983 von Sarıyer SK verpflichtet. Dort blieb er drei Jahre und es folgten zwei Spielzeiten für Çarşambaspor. Zur Saison 1988/89 wechselte er zu Gençlerbirliği Ankara in die 2. Liga. In seiner ersten Saison für Gençlerbirliği kam er zu 19 Zweitligaspielen, außerdem wurde er mit Gençlerbirliği Zweitligameister und stieg somit in die 1. Liga auf. Die Folgesaison war Boloğlus letzte für Gençlerbirliği. Galatasaray Istanbul verpflichtete ihn vor dem Start der Saison 1990/91.
Bei Galatasaray kam Boloğlu über die Rolle des zweiten Torhüters nicht hinaus. Er wurde zweimal türkischer Meister und zweimal türkischer Pokalsieger. Die Rückrunde der Saison 1995/96 wurde er an Eskişehirspor ausgeliehen. Die letzten zwei Jahre seiner Karriere verbrachte er bei Bakırköyspor.

### Trainerkarriere
Boloğlu wurde 2002 von Fatih Terim als neuer Torwarttrainer für Galatasaray Istanbul verpflichtet und war bis zum 31. Mai 2011 dort tätig. Ein halbes Jahr später wurde Boloğlu an der Seite von Bülent Korkmaz, Torwarttrainer von Kardemir Karabükspor.
Seit der Saison 2018/19 ist er bei Antalyaspor als Torwarttrainer tätig.

## Erfolge
Gençlerbirliği Ankara
- Zweitligameister: 1989

Galatasaray Istanbul
- Türkischer Meister: 1993, 1994
- Türkischer Fußballpokal: 1991, 1993